# Manulea crassifolia
Manulea crassifolia är en flenörtsväxtart. Manulea crassifolia ingår i släktet Manulea och familjen flenörtsväxter.

## Underarter
Arten delas in i följande underarter:
- M. c. crassifolia
- M. c. thodeana